# Радіоізотопний термоелектричний генератор

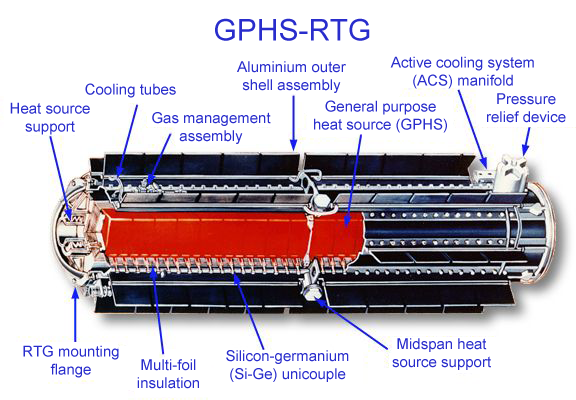
Схема РІТЕГа, який використовується на зонді «Кассіні».

Радіоізотопний термоелектричний генератор (РТГ, рітег) — пристрій, що генерує електроенергію із тепла, що виділяється при розпаді радіоактивного матеріалу, за рахунок ефекту Зеебека, використовуючи масив термопар. Такий генератор не має рухомих частин.
Рітеги використовуються як джерела живлення в супутниках, космічних зондах та безекіпажних віддалених об'єктах, як-от ряд маяків, побудованих колишнім Радянським Союзом всередині Полярного кола. Рітеги зазвичай є найбажанішим джерелом живлення для ситуацій без технічної підтримки, коли потрібно кілька сотень ватів (або менше) енергії для настільки довгого часу, що паливні елементи, батареї або генератори стають економічно невигідними, і в місцях, де сонячні батареї не є практичними. Безпечне використання рітега вимагає зберігання радіоізотопів довгий час після закінчення терміну експлуатації пристрою. Дороговизна рітегів, як правило, обмежує їхнє використання нішевим застосування у рідкісних або особливих ситуаціях.

## Історія

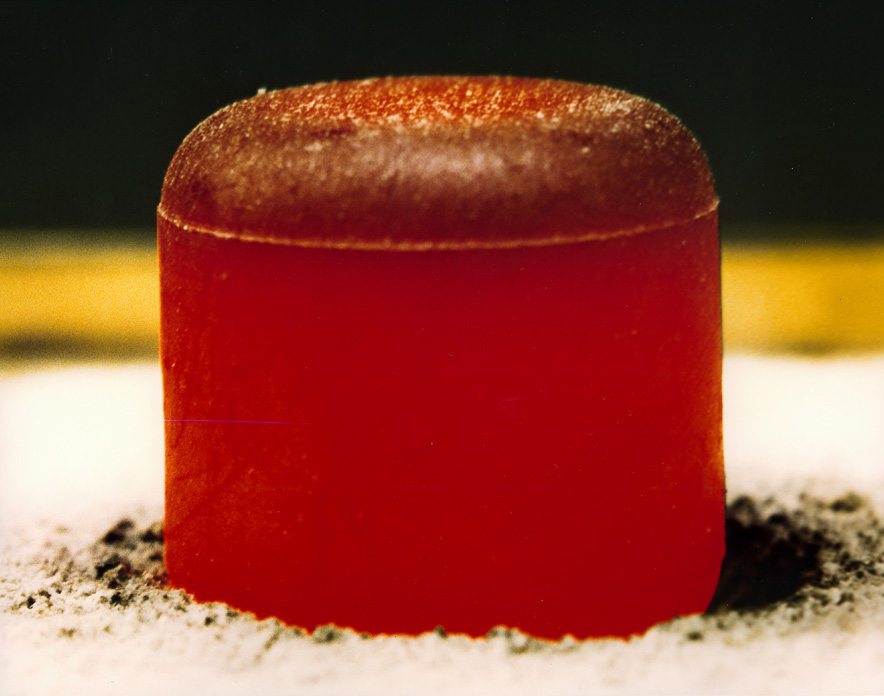
Гранула з ^{238}PuO_{2}, яка використовується в рітегах для місій «Кассіні» та «Галілео». Фото зроблено після ізоляції гранул під графітовою ковдрою протягом кількох хвилин, а потім зняття ковдри. Гранула світиться червоним від жару через тепло, отримане при радіоактивному розпаді (насамперед альфа-розпаду). Початковий вихід 62 Вт.

Рітег був винайдений у 1954 році вченими Mound Laboratories Кеном Джорданом та Джоном Бірденом. Їх було внесено до Національної зали слави винахідників у 2013 році. Джордан та Бірден працювали над контрактом армійського сигнального корпусу (R-65-8-998 11-SC-03-91) починаючи з 1 січня 1957 року, проводячи дослідження радіоактивних матеріалів та термопар, придатних для прямого перетворення тепла в електричну енергію використовуючи полоній-210 як джерело тепла. Рітеги були розроблені у США наприкінці 1950-х років Mound Laboratories у Маямісбурзі, штат Огайо, за контрактом з Комісією з атомної енергії США. Проектом керував доктор Бертрам К. Бланке.
Першим рітегами, запущеним у космос США, був SNAP 3B в 1961 році, що працював на 96 грамах металічного плутонію-238 на борту космічного корабля ВМС Transit 4A. Одне із перших наземних застосувань рітегів було в 1966 році, коли ВМС США використовували його у безлюдному острові Фарвей-Рок на Алясці. РІТЕГ використовувались на цій ділянці до 1995 року.
Поширеним застосуванням рітега є живлення космічних апаратів. Системи для допоміжного ядерного живлення (SNAP) використовувались для зондів, які подорожують далеко від Сонця, що робить сонячні батареї недоцільними. Як такі вони використовувались на космічних апаратах «Піонер-10», «Піонер-11», «Вояджер-1», «Вояджер-2», «Галілео», «Улісс», «Кассіні», New Horizons та в Марсіанській науковій лабораторії. Рітеги використовувалися для живлення двох спускних апаратів «Вікінг» і для наукових експериментів, залишених на Місяці екіпажами місій «Аполлон» від -12 до -17 (SNAP 27s). Оскільки місія на Місяць «Аполлон-13» була перервана, його рітег перебуває в Південному Тихому океані, в околицях жолоба Тонга. Рітег також використовувались для супутників Nimbus, Transit та LES. Для порівняння, лише декілька космічних апаратів запущені з використанням повноцінних ядерних реакторів: радянської серії УС-А та американської SNAP-10A.
Окрім космічних кораблів, Радянський Союз сконструював багато безекіпажних та навігаційних маяків, що працюють на рітегах.
ВВС Сполучених Штатів використовують рітеги для живлення станцій дистанційного зондування для радіолокаційних систем Top-ROCC та SEEK IGLOO, розташованих переважно на Алясці
Раніше в імплантованих серцевих кардіостимуляторах використовувались невеликі «плутонієві клітини» (дуже малі рітеги, що працюють на 238Pu), щоб забезпечити дуже тривалий «термін служби акумулятора». Станом на 2004 рік близько 90 з них ще використовувались. На кінець 2007 року було повідомлено про лише дев'ять. Програма Mound Laboratory Cardiac Pacemaker розпочалася 1 червня 1966 року спільно з NUMEC. Коли було виявлено, що джерело тепла не залишатимуться неушкодженими під час кремації, програму було скасовано у 1972 році, оскільки не було можливості повністю забезпечити те, щоб агрегати не були кремовані з органами своїх користувачів.

## Будова
Конструкція рітега проста за стандартами ядерних технологій: головний компонент — міцний контейнер з радіоактивним матеріалом (паливом). Термопари розміщуються в стінках ємності, зовнішній кінець кожної термопари з'єднаний з тепловідводом. Радіоактивний розпад палива виробляє тепло. Саме різниця температур між паливом та радіатором дає термопарам змогу виробляти електроенергію.
Термопара — це термоелектричний прилад, який може перетворювати теплову енергію безпосередньо в електричну енергію, використовуючи ефект Зеебека. Він виготовлений з двох видів металу (або напівпровідників), які можуть одночасно проводити електрику. Якщо вони з'єднані один з одним у замкнутому колі і два переходи знаходяться при різній температурі, у петлі протікатиме електричний струм. Зазвичай велика кількість термопар з'єднуються послідовно для отримання більш високої напруги.

## Паливо

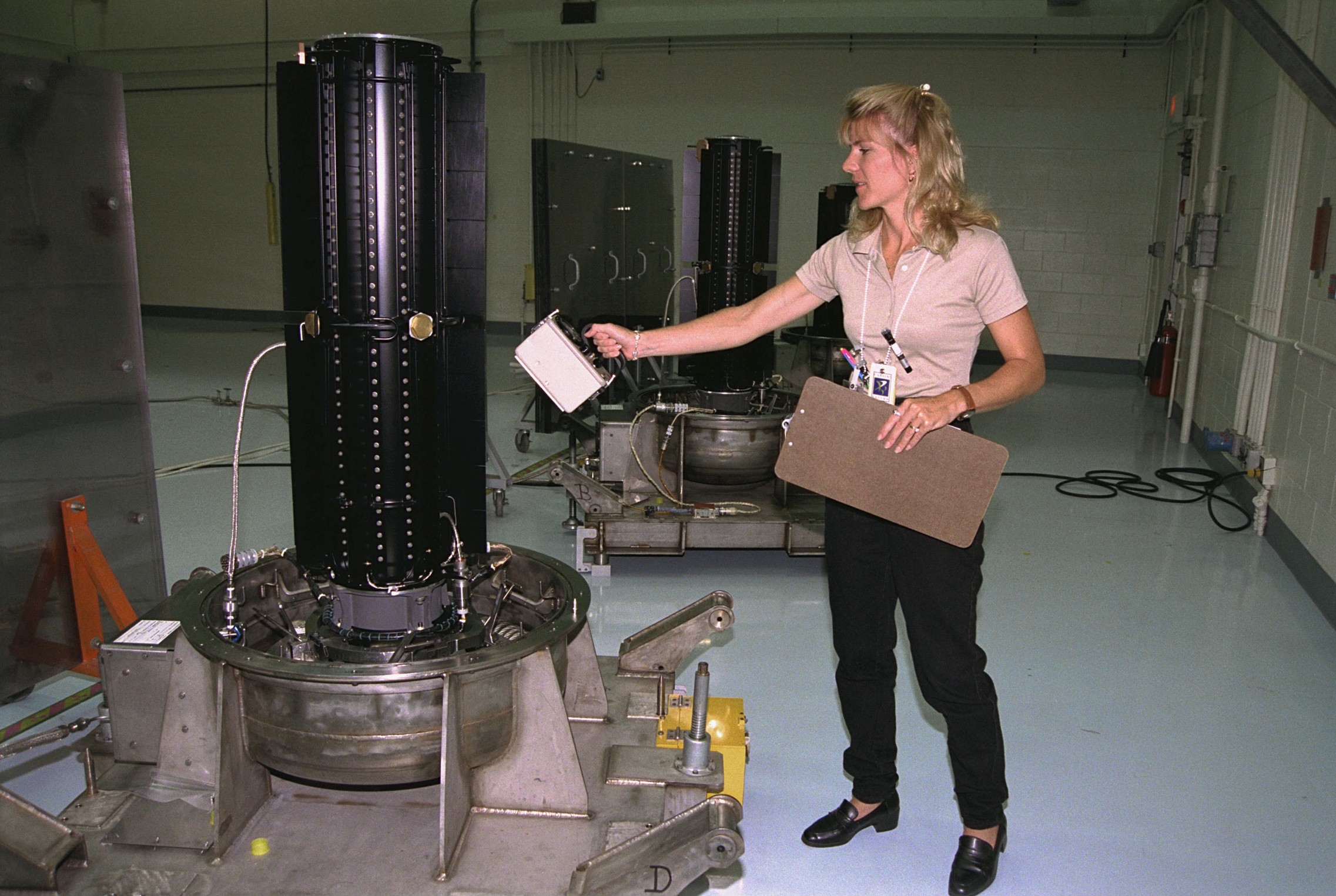
Перевірка рітега космічного апарата «Кассіні» перед запуском
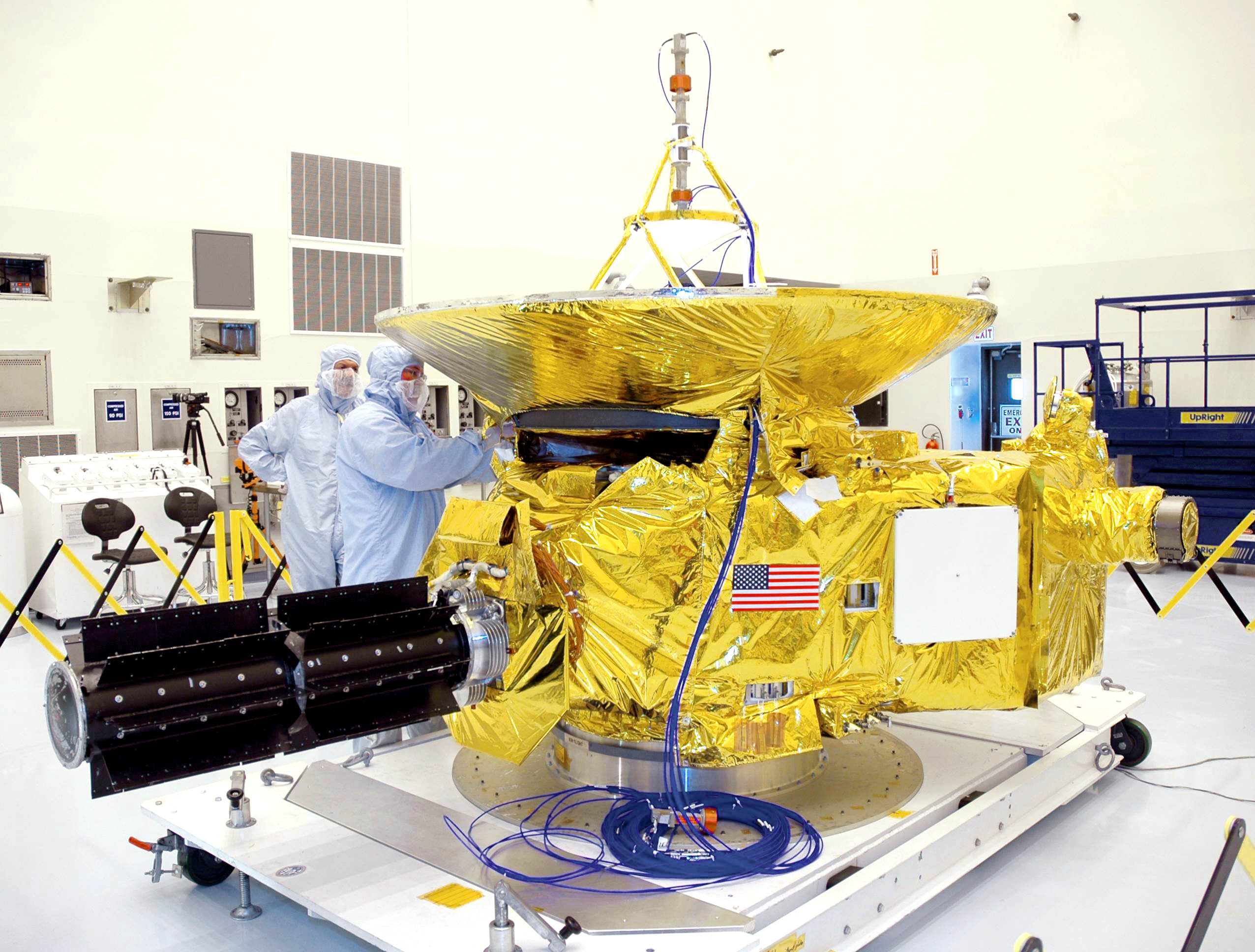
New Horizons в залі збирання

### Критерії вибору ізотопів
Радіоактивний матеріал, що використовується в рітегу, повинен мати кілька характеристик:
1. Його період напіврозпаду повинен бути достатньо довгим для того, щоб він вивільняв енергію з відносно постійною швидкістю протягом розумної кількості часу. Кількість енергії, що виділяється за час (потужність) даної кількості матеріалу, обернено пропорційна періоду напіврозпаду. Ізотоп із подвоєним періодом напіврозпаду і однаковою енергією розпаду вивільнить енергію з половиною швидкості на моль. Типовий період напіврозпаду для радіоізотопів, використовуваних у рітегах, становить декілька десятиліть, хоча ізотопи з меншим періодом напіврозпаду можуть використовуватися для спеціалізованих застосувань.
2. Для використання у космічному польоті паливо повинно виробляти велику кількість енергії на масу та об'єм (густина). Густина і вага не такі важливі для наземного використання, якщо немає обмежень розміру. Енергію розпаду(інші мови) можна обчислити, якщо відома енергія радіоактивного випромінювання або втрата маси до і після радіоактивного розпаду. Вивільнення енергії на кількість матеріалу, що розпався, пропорційне виробництву електроенергії на моль. Альфа-розпад загалом вивільняє приблизно в десять разів більше енергії, ніж бета-розпад стронцію-90 або цезію-137.
3. Випромінювання повинне бути такого типу, що легко поглинається та трансформується в теплове випромінювання, бажано альфа-випромінювання. Бета-випромінювання може виділяти значну кількість гамма/рентгенівських променів через гальмування і, отже, вимагає важкого екранування. Ізотопи не повинні виробляти значну кількість гамма, нейтронного випромінювання чи загалом проникаючого випромінювання через інші режими розпаду або продукти радіоактивного ряду.

Перші два критерії обмежують кількість можливих видів палива до менше ніж тридцяти атомних ізотопів у всій таблиці нуклідів.
Плутоній-238, кюрій-244 та стронцій-90 — найчастіше цитовані ізотопи-кандидати, але інші ізотопи, такі як полоній-210, прометій-147, цезій-137, церій-144, рутеній-106, кобальт-60, кюрій-242, також були вивчені ізотопи америцію-241 та тулій.
| Матеріал | Екранування | Густина потужності (Вт/г) | Період напіврозпаду (років) |
| -------- | ----------- | ------------------------- | --------------------------- |
| 238Pu    | Низьке      | 0,54                      | 87,7                        |
| 90Sr     | Високе      | 0,46                      | 28,8                        |
| 210Po    | Низьке      | 140                       | 0,378                       |
| 241Am    | Середнє     | 0,114                     | 432                         |

#### Плутоній-238
Період напіврозпаду плутонію-238 становить 87,7 років, розумна густина потужності 0,57 Вт на грам та винятково низький рівень випромінювання гамма та нейтронів. 238Pu має найнижчі вимоги до екранування. Лише три кандидатних ізотопи відповідають останньому критерію (не всі перераховані вище) та потребують менше 25 мм свинцевого екранування для блокування випромінювання. 238Pu (найкращому з цих трьох) потрібно менше 2,5 мм, і в багатьох випадках екранування в рітегах на 238Pu непотрібне, оскільки сама оболонка є достатньою.
238Pu став найпоширенішим паливом для рітегів у вигляді оксиду (IV) плутонію (PuO2).
Однак оксид плутонію (IV), що містить природний надлишок кисню, викидає нейтрони зі швидкістю ~23x103 н/сек/г плутонію-238. Цей коефіцієнт викидів порівняно високий порівняно зі швидкістю викиду нейтронів металу плутонію-238. Метал, що не містить домішок легких елементів, випромінює ~2,8 × 103 н/сек/г плутонію-238. Ці нейтрони утворюються при спонтанному розщепленні плутонію-238.
Різниця в коефіцієнтах викидів металу та оксиду обумовлена, головним чином, альфа-випроміненням, нейтронною реакцією з оксигеном-18 та оксигеном-17, присутніми в оксиді. Звичайна кількість Оксигену-18, присутнього в природному вигляді, становить 0,204 %, а оксигену-17 — 0,037 %. Зниження концентрації оксигену-17 та оксигену-18, присутнього в діоксиді плутонію, призведе до значно меншої швидкості викиду нейтронів для оксиду; це може бути досягнуто методом обміну газовою фазою 16O2. Стандартні виробничі партії частинок 238PuO2, осаджених у вигляді гідроксиду, були використані, щоб показати, що великі виробничі партії можуть ефективно обмінюватися 16O2 на регулярній основі.
Зниження коефіцієнта викиду нейтронів PuO2 зі звичайним Оксигеном-16 в п'ять разів було виявлено під час дослідження кардіостимуляторів в Mound Laboratory в 1966 році, частково завдяки досвіду Mound Laboratory з виробництва стабільних ізотопів, починаючи з 1960 року. Для виробництва великих джерел тепла необхідне екранування було б неможливим без цього процесу.
На відміну від інших трьох ізотопів у цьому розділі, 238Pu повинен бути спеціально синтезований і не в наяності як ядерний відхід. Сьогодні тільки Росія підтримує об'ємне виробництво, тоді як у США між 2013 та 2018 роками його було виготовлено загалом не більше 50 грамів. Американські агенції виявляли бажання розпочати виробництво матеріалу зі швидкістю від 300 до 400 грамів на рік. Якщо б цей план було профінансовано, метою було б налаштувати автоматизацію та масштабування процесів, щоб отримувати в середньому 1,5 кг на рік до 2025 року.

#### Стронцій-90
Радянський Союз використовував стронцій-90 у наземних рітегах. 90Sr розпадається шляхом β-розпаду, з незначним γ-виділенням. Незважаючи на те, що його період напіврозпаду 28,8 років і значно коротший, ніж у 238Pu, він також має меншу енергію розпаду з густиною потужності 0,46 Вт на грам. Оскільки вихід енергії нижчий, він також сягає нижчих температур, ніж 238Pu, що призводить до зниження ККД рітегів. 90Sr є високопродуктивним відходом ядерного поділу і доступний у великих кількостях за низькою ціною.

#### Полоній-210
Деякі прототипи рітегів, уперше побудовані в 1958 році Комісією з атомної енергії США, використовували полоній-210. Цей ізотоп забезпечує феноменальну густину потужності (чистий 210Po випромінює 140 Вт/г) через високу швидкість розпаду, але має обмежене використання через дуже короткий період напіврозпаду у 138 днів. Півграмовий зразок 210Po досягає температури понад 500 °C. Оскільки Po-210 є чистим альфа-випромінювачем і не випромінює значного гамма- чи рентгенівських променів, вимоги до екранування такі ж низькі, як і для Pu-238.

#### Америцій-241
Америцій-241 — потенційний ізотоп-кандидат із більшим періодом напіврозпаду, ніж 238Pu. 241Am, має період напіврозпаду 432 роки і може гіпотетично живити пристрій протягом століть. Однак густина потужності 241Am становить лише 1/4 від тої, що має 238Pu. Також 241Am виробляє більше проникаючого випромінювання через продукти радіоактивного ряду і потребує більшого екранування. Вимоги до екранування в рітегах є третіми найнижчими: лише 238Pu та 210Po потребують менше. При нинішньому глобальному дефіциті 238Pu, 241Am вивчається ESA як паливо для рітегів, а в 2019 році Національна ядерна лабораторія Великої Британії оголосила про генерацію корисної електроенергії. Перевага над 238Pu полягає в тому, що америцій виробляється як ядерні відходи і майже ізотопно чистий. Конструкції прототипів рітегів на 241Am мають проектовану вихідну потужність 2-2,2 Вт/кг для апаратів на 5—50 Вт, що ставить їх практично на один рівень із рітегами на 238Pu в межах цього діапазону.

## Тривалість експлуатації

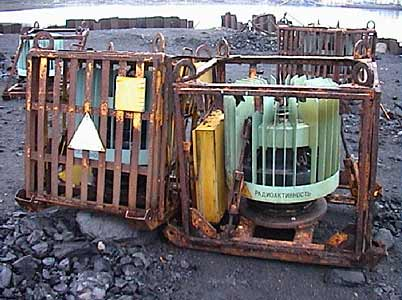
Радянські рітеги, що працюють на ^{90}Sr, у напівзруйнованому стані.

Більшість рітегів використовують 238Pu, який розпадається з періодом напіврозпаду 87,7 року. Таким чином, за 1 рік потужність рітегів, що використовують цей матеріал, зменшуватиметься з коефіцієнтом {\displaystyle k=1-0,5^{1/87,7}}, або близько 0,787 % на рік.
Одним із прикладів є кількасотватний рітег, що використовується зондами «Вояджер». У 2000 році, через 23 роки після виготовлення, радіоактивний матеріал всередині рітега зменшив потужність на 16,6 %, тобто становив 83,4 % від початкової; при початковій потужності 470 Вт через цей проміжок часу вона була б уже лише 392 Вт. Ще одна із причин втрати потужності в рітегах «Вояджерів»  — це погіршення властивостей біметалічних термопар, що використовуються для перетворення теплової енергії в електричну; рітеги видавали приблизно 67 % від їх загальної початкової потужності замість очікуваних 83,4 %. На початок 2001 року потужність рітегів «Вояджерів» знизилася до 315 Вт для «Вояджер-1» та до 319 Вт для «Вояджер-2».

### Багатоцільовий радіоізотопний термоелектричний генератор
НАСА розробляє багатомісійний радіоізотопний термоелектричний генератор, у якому термопари будуть виготовлені зі скуттерудиту — арсеніду кобальту (CoAs3), який може функціонувати з меншою різницею температур, ніж поточна конструкція на основі телуру. Це означатиме, що рітег, який у всьому іншому має подібну конструкцію, генерує на 25 % більше енергії на початку місії і принаймні на 50 % більше після сімнадцяти років. НАСА сподівається використати конструкцію для наступної місії New Frontiers.

## Ефективність
Рітеги використовують термоелектричні генератори для перетворення тепла від радіоактивного матеріалу в електрику. Термоелектричні модулі, хоча і дуже надійні та довговічні, але дуже неефективні; ККД понад 10 % ніколи не була досягнута, а ККД більшості рітегів становить від 3 до 7 %. До теперішніх космічних пусків термоелектричні матеріали включали сплави кремнію — германію, телурид свинцю та телуриди сурми, германію та срібла (TAGS). Були проведені дослідження щодо підвищення ефективності використання інших технологій для виробництва електроенергії з тепла. Досягнення більшого ККД означало б менше радіоактивного палива, необхідного для виробництва такої ж потужності, а отже, і меншу загальний вагу для генератора. Це критично важливий фактор, що стосується вартості запуску космічного польоту.
Термоелектричний перетворювач — пристрій перетворення енергії, який спирається на принцип термоемісійного випромінювання — може досягати ККД між 10—20 %, але вимагає більш високих температур, ніж ті, при яких працюють стандартні рітеги. Деякі прототипи рітегів на 210Po використовували термоемісію, і, можливо, інші надзвичайно радіоактивні ізотопи також могли забезпечити живлення цим засобом, але короткий період напіврозпаду робить це нездійсненним. Кілька космічних ядерних реакторів використовували термоемісію, але ядерні реактори зазвичай занадто важкі для використання на більшості космічних зондів.
Термофотоелектричні комірки працюють за тими ж принципами, що й фотоелектричні комірки, за винятком того, що вони в електрику перетворюють інфрачервоне світло, що випромінюється гарячою поверхнею, а не видимим світлом. Термофотоелектричні комірки мають ефективність трохи вищу, ніж термоелектричні модулі (ТЕМ) і можуть бути накладеними одна на одну, потенційно збільшуючи ефективність. Системи з радіоізотопними генераторами, змодельовані електричними нагрівачами, продемонстрували ефективність 20 %, але ще не були випробувані радіоізотопами. Деякі теоретичні конструкції термофотоелектричних комірок мають ефективність до 30 %, але вони ще не побудовані або підтверджені. Термофотоелектричні комірки та кремнієві ТЕМ руйнуються швидше, ніж металеві ТЕМ, особливо за наявності іонізуючого випромінювання.
Динамічні генератори можуть забезпечити ККД ніж у чотири рази вищий за рітег. НАСА і DOE розробляють радіоізотопне джерело електроживлення нового покоління під назвою радіоізотопний генератор Стірлінга (РГС), який використовує вільно-поршневі двигуни Стірлінга, поєднані з лінійними генераторами для перетворення тепла в електрику. Прототипи РГС продемонстрували середню ефективність 23 %. Більша ефективність може бути досягнута за рахунок збільшення співвідношення температури між гарячим і холодним кінцями генератора. Використання безконтактних рухомих деталей, довговічних згинальних підшипників, а також середовищ, що не потребують змащування та герметично закритих, у випробувальних блоках за роки експлуатації не показали помітної деградації. Результати експериментів показують, що РГС може продовжувати працювати протягом десятиліть без обслуговування. Вібрацію можна усунути шляхом здійснення динамічного врівноваження або використання подвійного протилежного руху поршня. Потенційне застосування радіоізотопної енергетичної системи Стірлінга включає розвідувальні та наукові місії на глибину космосу, Марс та Місяць.

## Безпека

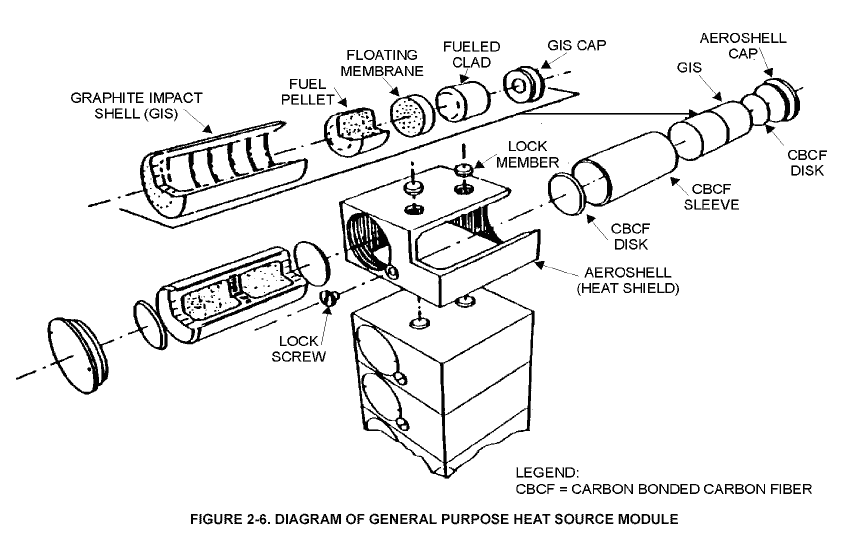
Схема стопки модулів джерела тепла загального призначення, що використовуються в рітегах.

### Крадіжка
Радіоактивні матеріали, що містяться в рітегах, небезпечні і навіть можуть використовуватися в зловмисних цілях. Їх складно використати для справжньої ядерної зброї, але їх можна застосувати у «брудній бомбі». Радянський Союз сконструював багато безекіпажних маяків та навігаційних маяків, що живляться від рітегів, використовуючи Стронцій-90 (90Sr). Вони дуже надійні і забезпечують постійне джерело живлення. Більшість, проте, не мають жодного захисту, навіть огорожі чи попереджувальних знаків, а місця розташування деяких із цих об'єктів більше не відомі через поганий облік даних. В одному випадку радіоактивні елементи були відкриті злодієм. В іншому випадку, троє лісників у регіоні Цаленджиха у Грузії знайшли два керамічні джерела тепла, які були позбавлені екранів; пізніше двоє з них були госпіталізовані із сильними радіаційними опіками після перенесення джерел на спині. Згодом ці елементи були вилучені та ізольовані. У Росії існує приблизно 1000 таких рітегів, всі вони вже давно перевищили свій десятирічний термін експлуатації. Більшість із цих рітегів, найімовірніше, більше не функціонують, і, можливо, їх потрібно демонтувати. Деякі їх металеві оболонки були викрадені мисливцями за металами, незважаючи на ризик радіоактивного зараження.

### Радіоактивне забруднення
Рітеги становлять небезпеку радіоактивного забруднення: якщо контейнер з паливом просочиться, радіоактивний матеріал може забруднити навколишнє середовище.
Для космічних кораблів головна проблема полягає в тому, що якщо б аварія сталася під час запуску або наступного проходу космічного корабля поблизу від Землі, шкідливий матеріал може потрапити в атмосферу; тому їх використання в космічних апаратах та інших місцях викликало суперечки.
Однак ця подія не вважається вірогідною для сучасних конструкцій рітега. Наприклад, дослідження впливу на навколишнє середовище для зонда Кассіні-Гюйгенс, розпочате в 1997 році, оцінило ймовірність аварій на забруднення на різних етапах місії. Ймовірність настання аварії, яка спричинила б викид радіоактивних речовин з одного або декількох його трьох рітегів (або з 129 радіоізотопних нагрівачів) протягом перших 3,5 хв після запуску оцінювалася в 1 на 1400; шанси витоку пізніше під час сходження на орбіту були 1 на 476; після цього ймовірність випадкового витоку речовин різко знизилася до менше ніж 1 на мільйон. Якщо б аварія, яка могла спричинити забруднення, сталася під час фаз запуску (наприклад, космічний корабель не вийшов на орбіту), ймовірність забруднення, яка насправді була викликана рітегом, оцінювалася приблизно в 1 на 10. Запуск пройшов успішно, і Кассіні-Гюйгенс досяг Сатурна.
Для мінімізації ризику викиду радіоактивного матеріалу паливо зберігається в окремих модульних агрегатах із власним теплозахистом. Вони оточені шаром металу іридію і укладені у високоміцні графітові блоки. Ці два матеріали є корозійними та жаростійкими. Графітові блоки оточує аерозольна оболонка, призначена для захисту всієї збірки від тепла, що повертається в земну атмосферу. Плутонієве паливо також зберігається в керамічній формі, яка є термостійкою, мінімізуючи ризик випаровування та аерозолізації. Кераміка також дуже нерозчинна.
Відомо декілька аварій з космічними кораблями на рітегах:
1. Невдача запуску 21 квітня 1964 року, коли навігаційний супутник США Transit-5BN-3 не зміг вийти на орбіту і згорів під час повторного заходу в атмосферу на північ від Мадагаскару[26]. 17 кКі (630 ТБк) металевого плутонієвого пального в його рітега SNAP-9 були внесені в атмосферу в південній півкулі, де він згорів, і сліди плутонію-238 були виявлені в цьому районі через кілька місяців. Цей інцидент призвів до того, що Комітет з безпеки НАСА почав вимагати, щоб у разі повторного входу в атмосферу рітег не пошкоджувався, що, своєю чергою, вплинуло на конструкцію.
2. Погодний супутник Nimbus B-1, ракетний апарат якого було навмисно знищено незабаром після запуску 21 травня 1968 року через нестабільну траєкторію. Запущений з бази ВПС Ванденберг, його рітег РНП-19 РТГ, що містить відносно інертний діоксид плутонію, був вилучений неушкодженим з морського дна в протоці Санта-Барбара через п'ять місяців і не було виявлено забруднення навколишнього середовища[27].
3. У 1969 р. не вдалося запустити першу місію «Місяцехода», через що певна кількість полонію-210 розпорошилася на великій території Росії[28].
4. Невдача місії «Аполлон 13» у квітні 1970 р. означала, що Місячний модуль знову повернувся в атмосферу, переносячи рітег, і згорів над Фіджі. У ньому був рітег SNAP-27, що містить 44,5 кКі (1650 ТБк) діоксиду плутонію в графітовій оболонці у частині, яка пережила вхід в атмосферу Землі неушкодженою, як і було задумано. Траєкторія була продумана так, щоб вона занурилася в 6 9 км води в жолобі Тонга в Тихий океан. Відсутність забруднення плутонію-238 при відборі проб атмосферної та морської води підтвердило припущення, що оболонка на морському дні є неушкодженою. Міністерство енергетики США провело випробування морської води та встановило, що графітова оболонка є стабільною і жодного викиду плутонію не повинно відбутися. Подальші дослідження не виявили збільшення випромінювання природного фону в цьому районі.
5. Росія запустила «Марс-96» у 1996 році, але він не зміг вийти з орбіти Землі і через кілька годин знову потрапив в атмосферу. Усього на двох рітегах на борту було 200 г плутонію. Передбачається, що вони пережили вхід у атмосферу, як і було передбачено конструкцією. Вважається, що вони тепер лежать десь у овалі 320 км на 80 км і центром 32 км на схід від Ікіке, Чилі[29].

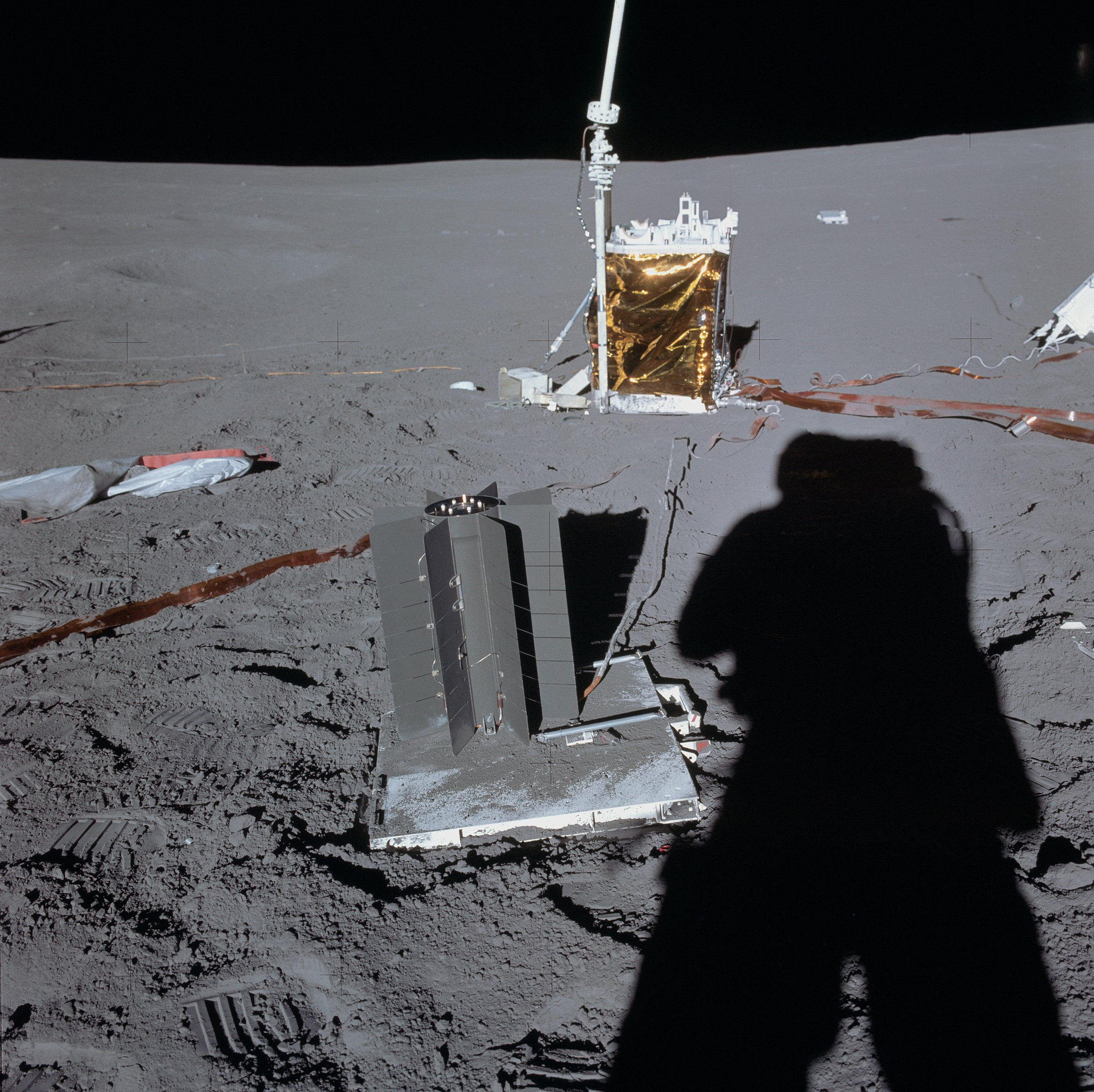
Рітеги SNAP-27, який встановлюється космонавтами «Аполлона-14», ідентичний тому, який був знищений на «Аполлоні-13».

Багато рітегів Beta-M, вироблені Радянським Союзом для живлення маяків, стали неконтрольованими джерелами радіації. Декілька з цих одиниць були незаконно демонтовані на металобрухт (в результаті чого було повне оголення джерела Sr-90), затонули в океан або мають несправне екранування через погану конструкцію або фізичні пошкодження. Програма кооперативного зменшення загрози Міністерства оборони США висловила стурбованість тим, що терористи можуть використовувати матеріали з рітега Beta-M для побудови брудної бомби.

### Порівняння з реакторами поділу ядра
Рітег і реактори поділу використовують дуже різні ядерні реакції.
Ядерні енергетичні реактори (включаючи мініатюрні, що використовуються в космосі) здійснюють контрольований ядерний поділ у ланцюговій реакції. Швидкість реакції можна контролювати за допомогою стрижнів, що поглинають нейтрони, тому потужність може змінюватись за потребою, також їх можна відключати (майже) цілком для обслуговування. Однак потрібно дбати про те, щоб уникнути неконтрольованої експлуатації при небезпечно високих рівнях потужності або навіть вибуху.
Ланцюгові реакції в рітегах не виникають. Тепло виробляється шляхом спонтанного радіоактивного розпаду з нерегульованою та стабільно зменшуваною швидкістю, що залежить лише від кількості ізотопу палива та його періоду напіврозпаду. У рітегу виробництво тепла не може змінюватись за необхідністю і його не можна вимкнути, коли він не потрібний, також неможливо заощадити більше енергії на майбутнє за рахунок зменшення споживання. Тому додаткові джерела живлення (наприклад, акумуляторні батареї) можуть знадобитися для задоволення пікового попиту, і необхідно постійно забезпечувати відповідне охолодження, включаючи етапи перед запуском та ранні польоти космічної місії. Серйозні випадки, як-от ядерний вибух, неможливі у рітегу, але все ж є ризик радіоактивного забруднення, якщо ракета вибухне, або пристрій розпадеться при поверненні в атмосферу.